# Paula Duncan
Paula Margaret Duncan (Cooma, Australia, 15 de septiembre de 1952) es una actriz australiana, más conocida por haber interpretado a Lorelei Wilkinson en la serie Prisoner y a Danni Francis en Cop Shop.

## Biografía
Su hermana mayor es la actriz Carmen Duncan. Paula estudió en la prestigiosa National Institute of Dramatic Art (NIDA).
En junio de 1982 se casó con el actor John Orcsik, a quien conoció mientras trabajaban en la serie Cop Shop, sin embargo más tarde la pareja se divorció.

## Carrera
Duncan es conocida por aparecer en los comerciales de Spray N' Wipe, en donde ha aparecido por casi 20 años.
De 1974 a 1975 apareció como personaje recurrente en la serie Number 96 donde interpretó a Carol Finlayson. 
En 1977 se unió al elenco de la popular serie Cop Shop donde interpretó a la determinada detective de policía Danni Francis hasta el final de la serie en 1986, por su interpretación fue nominada y ganó dos premios logie por mejor actriz en una serie. Ese mismo año apareció en la serie The Young Doctors interpretando a Lisa Brooks.
En 1986 se unió al elenco de la última temporada de la serie Prisoner donde interpretó a Lorelei Wilkinson, una vivaz ladrona acusada de hacerse pasar por una oficial de policía. En 1988 apareció como invitada en la serie Richmond Hill Janet Bryant, la esposa de un policía.
En 1990 apareció como invitada en la exitosa serie australiana Home and Away donde interpretó a Bridget O'Rourke-Jackson, la hermana de Tony O'Rourke y Ailsa O'Rourke-Stewart.
En el 2011 se unió como personaje recurrente a la exitosa serie australiana Neighbours donde interpretó a Carolyn Johnstone, la dueña de Earthly Essence Teas y prometida de Harold Bishop (Ian Smith) Su primera aparición fue el 25 de mayo de 2011, cuando llegó por primera vez a la calle Ramsay con Harold, su última aparición fue el 15 de junio del mismo año después de que la pareja se casara y posteriormente se mudaron a Byron Bay.

## Filmografía

### Series de televisión
| Año             | Título             | Personaje               | Notas                      |
| --------------- | ------------------ | ----------------------- | -------------------------- |
| 2015 - presente | Hiding             | Jenny Krilich           | 2 episodios - miniserie    |
| 2011            | Neighbours         | Carolyn Johnstone       | 6 episodios                |
| 2008            | East of Everything | Pauline                 | 3 episodios                |
| 2002            | Always Greener     | Maquilladora            | episodio "Why Is It So?"   |
| 2000            | Pizza              | Lorelei Wilkinson       | episodio "Gambling Pizza"  |
| 1998            | Breakers           | Karen Fairbarn          | tv serie                   |
| 1993            | Paradise Beach     | Joan Hayden             | episodio # 1.139           |
| 1992            | Mother and Son     | Agente de Bienes Raíces | episodio "The Clock"       |
| 1990            | Home and Away      | Bridget Jackson         | 3 episodios                |
| 1988            | Richmond Hill      | Janet Bryant            | tv serie                   |
| 1986            | Studio 86          | Glenda                  | episodio "An Electric Day" |
| 1986            | Prisoner           | Lorelei Wilkinson       | 54 episodios               |
| 1977 - 1984     | Cop Shop           | Det. Danni Francis      | tv serie                   |
| 1977            | The Young Doctors  | Lisa Brooks             | 2 episodios                |
| 1974 - 1975     | Number 96          | Carol Finlayson         | 3 episodios                |
| 1955            | Lux Video Theatre  | Kitty                   | episodio "So Evil My Love" |

### Películas
| Año  | Título                  | Personaje        | Notas                                    |
| ---- | ----------------------- | ---------------- | ---------------------------------------- |
| 2011 | Sunrise Surprise        | Muriel           | corto - junto a Robert Horne             |
| 2009 | Braille                 | Madam            | -                                        |
| 2004 | Strange Bedfellows      | Yvonne Philpot   | junto a Michael Caton y Roy Billing      |
| 1993 | The Pirates of Penzance | -                | junto a Jeffrey Black                    |
| 1992 | Academy                 | Jennifer Haywood | junto a Tony Bonner y Jessica Orcsik     |
| 1987 | Future Past             | Miss Bernsteen   | junto a Imogen Annesley                  |
| 1986 | Jenny Kiss Me           | Gaynor           | junto a Ivar Kants y Deborra-Lee Furness |
| 1984 | Matthew and Son         | Barbara Dean     | junto a Paul Cronin                      |
| 1978 | Cass                    | -                | junto a John Waters y Judy Morris        |
| 1975 | Polly My Love           | -                | junto a Hugh Keays-Byrne                 |

### Productora, escritora y comerciales
| Año           | Título             | Notas                            |
| ------------- | ------------------ | -------------------------------- |
| ¿? - presente | Ajax Spray N' Wipe | aparece en los comerciales       |
| 1992          | Academy            | escritora y productora ejecutiva |

### Teatro
| Año  | Obra        | Personaje | Director (a) | Teatro            | Notas                                                                  |
| ---- | ----------- | --------- | ------------ | ----------------- | ---------------------------------------------------------------------- |
| 2010 | One Night   | -         | -            | -                 | junto a Robyn Nevin, Felix Williamson, Daniel MacPherson y David Field |
| 2007 | Flying Solo | -         | Judy Nunn    | Riverside Theatre | junto a Noeline Brown, Jacinta John, Enda Markey y Barry Quin          |

## Premios y nominaciones
| Año  | Categoría                             | Premio             | Serie    | Resultado |
| ---- | ------------------------------------- | ------------------ | -------- | --------- |
| 1981 | Most Popular Actress                  | Silver Logie Award | Cop Shop | Ganadora  |
| 1980 | Most Popular Lead Actress in a Series | Silver Logie Award | Cop Shop | Ganadora  |